# PowerFlo
PowerFlo (PF) – system wspomagania zmian biegów zaprojektowany i wdrożony przez SunTour, a później stosowany przez SR Suntour. Odnosi się do zębatek kaset i wolnobiegów nakręcanych.
PowerFlo został wprowadzony w 1992 roku wraz z przejściem osprzętu dla rowerów górskich na MicroDrive. W 2005 roku pojawiła się modyfikacja PF pod nazwą Super PowerFlo, ale jedyną zmianą były tylko nawiercone zębatki dla zmniejszenia masy, a nie udoskonalenie systemu wspomagania zmian biegów.
Zęby koronek PF charakteryzują się specjalnymi profilami i nacięciami, których zadaniem jest wciąganie łańcucha na sąsiednią zębatkę podczas zmiany biegu. Technicznie działanie tych profili jest zbliżone do systemu Interactive Glide firmy Shimano.